# Boon Food Group
Boon Food Group is een Nederlandse detailhandelsorganisatie die verantwoordelijk is voor de supermarktformules Boon's Markt, Gewoon Coop en MCD.

## Geschiedenis
Boon Food Group is in 1888 begonnen als snoepwinkel van de familie Boon in Kinderdijk. Later ging de familie verder met een groothandel in levensmiddelen A en O groothandel Boon, gevestigd in Sliedrecht. De familie is nog steeds volledig eigenaar van Boon Food Group.
Midden jaren 1970 nam de familie Boon de MCDiscount-supermarkten over. Inmiddels is deze supermarkt bekend als MCD. Op termijn zullen alle vestigingen worden omgebouwd naar Boon's Markt.
In 1980 werd de Pagro-Holding overgenomen, die een groothandel en 7 Pagro-supermarkten omvatte.
In 2025 startte Boon Food Group een tijdelijke supermarkt onder de naam Gewoon Coop. Deze supermarktketen is ontstaan omdat zelfstandige ondernemers de overstap maakten van Coop (onder regie van PLUS) naar Boon Food Group. Op termijn zullen de vestigingen transformeren naar filialen van Boon's Markt.

## Organisatie
De organisatie levert goederen en diensten aan de aaneengesloten zelfstandige ondernemers van haar formules, hieronder valt de commerciële ondersteuning op zowel landelijk als lokaal niveau. Naast de samenweking met zelfstandige ondernemers heeft Boon Food Group ook eigen filialen in eigendom. 
De inkoop is, samen met andere onafhankelijke detailhandelsorganisaties, geconcentreerd binnen de inkooporganisatie Superunie.